# José Parera y Romero
José Parera y Romero (Barcelona, 1830-Barcelona, 1902) fue un pintor español.

## Biografía
Nacido en 1830 en Barcelona, fue discípulo de la Escuela de Bellas Artes de dicha ciudad. Después de residir durante algún tiempo en Italia volvió a España y presentó en la Exposición Nacional de 1860 un Retrato del general Garibaldi; en la de 1864 Un frutero, Un retrato y un cuadro de Naturaleza muerta; y en la de 1866 varias acuarelas y un Retrato de D. Alfonso de Borbon, príncipe de Asturias; en las dos últimas Exposiciones fue premiado con mención honorífica. Fue autor de un Retrato del escultor Campeny para la Galería de catalanes ilustres, además de realizar un considerable número de copias al pastel en museos de fuera de España. Alcanzó el título de pintor de cámara del infante Sebastián Gabriel, y obtuvo, entre otras distinciones, la cruz de la Orden española de Carlos III. Falleció en mayo de 1902 en su ciudad natal.